# Янковский, Станислав
Станислав Янковский (пол. Stanisław Jankowski; 29 сентября 1911, Варшава — 5 марта 2002, там же, Польша) — польский архитектор. Военный деятель. Участник антифашистского сопротивления. Личный адъютант руководителя польской Армии Крайовой генерала Тадеуша Коморовского. Лауреат Государственной премии Польши по искусству (трижды). Почётный гражданин Варшавы (1995).

## Биография
Родился в семье адвоката. С 1929 года обучался в Варшавском университете, затем на архитектурном факультете Варшавского политехнического института. После его окончания в 1938 году, работал ассистентом.
После начала Второй мировой войны в 1939 году участвовал в сражениях с вермахтом.
После пересечения государственной границы был интернирован в Литве отрядами РККА. После удачной попытки побега из лагеря, добрался до Франции, где он присоединился к польским вооруженным силам. После немецкой оккупации Франции, эвакуировался в Англию, затем в Шотландии прошёл подготовку для проведения специальных операций на территории оккупированной Польши. Вошёл в качестве офицера разведки в состав тихотёмных, элитного отряда парашютистов Войска польского на Западе.

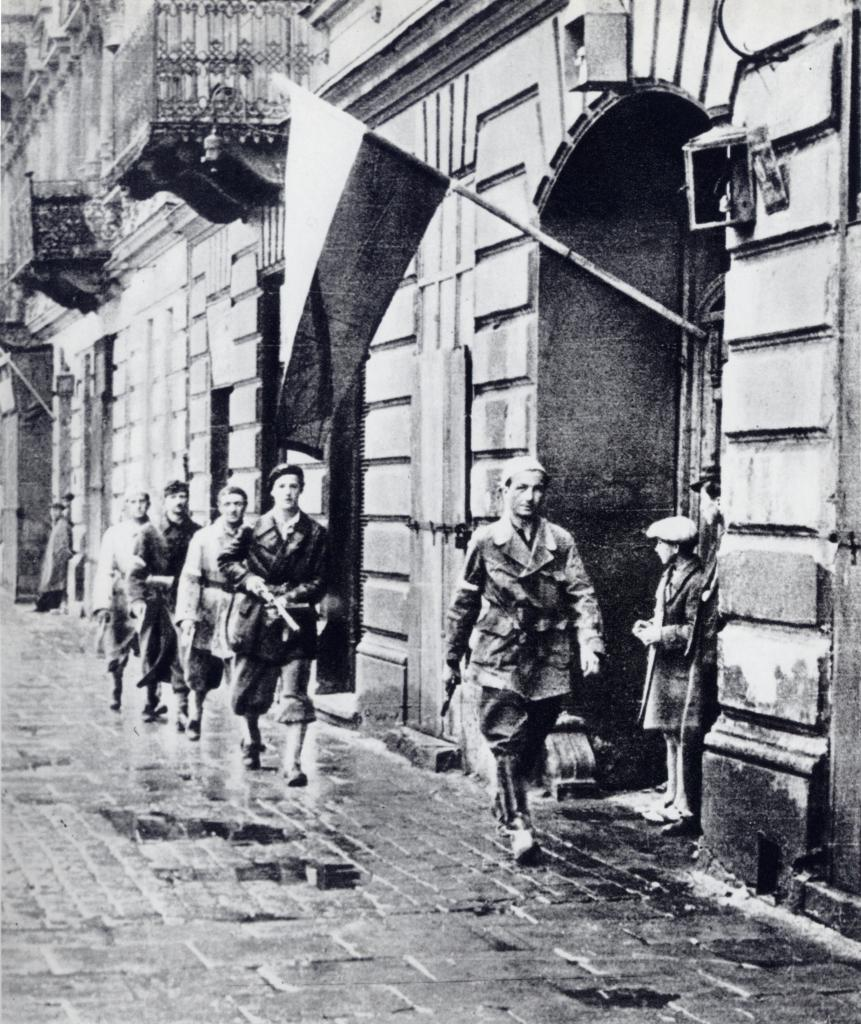
«Агатон» во главе патруля на улицах восставшей Варшавы. Первые дни Варшавского восстания

В ночь с 3 на 4 марта 1942 года был десантирован над оккупированной Польшей в рамках операции «Ошейник». Вскоре после возвращения на родину, взял на себя руководство Департаментом легализации и технологий в штабе 2-го дивизиона подпольной Армии Крайовой. Был известен под псевдонимами, первоначально «Бурек» и «Кухарский», а с 1944 года — «Агатон». Под его руководством успешно осуществлялась подделка всех видов необходимых документов.
В 1944 году принял участие в Варшавском восстании. Был взят немцами в плен. Бежал из офлага.
В мае 1945 года прибыл в Лондон и был назначен в Управление Верховного Главнокомандующего на должность личного адъютанта генерала Тадеуша Коморовского. Одновременно в течение года обучался в Ливерпульском университете, где в 1946 году получил диплом гражданского дизайнера.
После войны С. Янковский возобновил карьеру архитектора. До 1977 года принимал участие в реконструкции и планировании Варшавы.
Многие из его проектов были реализованы за границей в Ираке, Перу, Югославия, Скопье, Чимботе, Никосии и Вьетнаме.
Автор многих публикаций о Варшаве и книги воспоминаний «Z fałszywym ausweisem w prawdziwej Warszawie» («С поддельным аусвайсом в настоящей Варшаве»).
Почётный член Общества польских урбанистов.

## Награды
- Серебряный крест ордена Virtuti militari
- Командорский крест со звездой Ордена Возрождения Польши
- Кавалерский крест со звездой Ордена Возрождения Польши
- Крест Храбрых (дважды)
- Крест Армии крайовой
- Орден «Знамя Труда» 2 степени
- Государственная премия по искусству (трижды)
- Золотой знак за восстановление Варшавы
- Почётный гражданин Варшавы (1995).

## Память
- Именем С. Янковского («Агатона») назван сквер в Варшаве.